# Chorus Aviation
Chorus Aviation est une société par actions canadienne détenant les transporteurs aériens régionaux Jazz Aviation et Voyageur Airways ainsi que la société de location Chorus Aviation Capital.

## Profil
Le siège social de Chorus Aviation est à Halifax, en Nouvelle-Écosse. Sa vision est d'offrir l'aviation régionale au monde entier.

## Historique
Le Fonds de revenu Jazz Air a vu le jour le 2 février 2006 à l'occasion d'un appel public à l'épargne. La compagnie faisait autrefois partie de Gestion ACE Aviation, la société de portefeuille propriétaire d'Air Canada à l'époque.
En janvier 2011, le Fonds de revenu Jazz Air devient une société par actions et change de nom pour Chorus Aviation. Ce changement a été motivé par une modification de la législation fiscale canadienne qui a modifié les règles d'imposition pour les fonds de revenu, amenant plusieurs fonds de revenu à se restructurer de la même manière.
En février 2011, Chorus a annoncé que ses revenus avaient augmenté et qu'il avait investi dans la compagnie aérienne uruguayenne Pluna. Après des pertes excessives, Pluna a été fermée par le gouvernement uruguayen le 5 juillet 2012 et sa flotte entière a été mise aux enchères le 1er octobre 2012.
Chorus aviation a également acquis la compagnie Voyageur Airways en 2015. Voyageur Airways fournit des avions affrétés aux Nations Unies pour appuyer divers programmes en Afrique.
Le 4 janvier 2017, Chorus Aviation a lancé Chorus Aviation Capital (CAC) dans le but de développer l’activité de location d’aéronefs de Chorus en une entreprise mondiale avec une clientèle diversifiée et une flotte diversifiée d’avions à réaction régionaux et à turbopropulseurs dans les années 1970 à 135. gamme de sièges. Chorus Aviation Capital construit des portefeuilles diversifiés d’avions régionaux fabriqués par ATR, Bombardier et Embraer, qui seront loués à des exploitants d’avions régionaux dans le monde entier.
Le 8 février 2019, Chorus Aviation a convenu d'acheter neuf avions à réaction régionaux de Bombardier dans le cadre d'une transaction évaluée à 437 millions de dollars américains. Les avions seront exploités par la filiale Jazz Aviation et les livraisons sont prévues en 2020.

## Principaux actionnaires
Au 15 mai 2020
| CIBC Asset Management, Inc.                 | 1,42% |
| BlackRock Asset Management Canada           | 1,04% |
| Middlefield Capital Corp.                   | 0,91% |
| IA Clarington Investments, Inc.             | 0,67% |
| Fiera Capital Corp. (Investment Management) | 0,61% |